# Cypress Hills
Le Cypress Hills sono una regione collinare del Canada, situata nella parte sud-orientale della provincia dell'Alberta e la parte sud-occidentale del Saskatchewan.
Il punto più elevato si trova nel Saskatchewan ed è posto a 1.428 metri sul livello del mare.